# 4174 Pikulia
A 4174 Pikulia (ideiglenes jelöléssel 1982 SB6) a Naprendszer kisbolygóövében található aszteroida. Ljudmila Ivanovna Csernih fedezte fel 1982. szeptember 16-án.